# ميت فل (فلم)
ميت فل هو فلم سينمائي درامي مصري من إنتاج عام 1996 إخراج وتأليف رأفت الميهي وبطولة حسن حسني، شريهان، هشام سليم، أشرف عبد الباقي.

## قصة الفيلم
كمال هشام سليم الشاب الذي يعمل حمالًا في أحد الفنادق يقابل دلال شريهان التي تعمل كسكرتيرة بمرتب متواضع، يقعان في الحب ولكن يكذب كلٍ منهما على الآخر ويدعي أنه ابن أسرة ثرية بخلاف الحقيقة، وبعد الزواج يكتشفان الحقيقة، ويبحثان لهما عن أب ثري! ويجدان ضالتهما في المليونير حسين أفندي أوزال حسن حسني الذي له ابن أبله يسمى خيبتك يا أشرف عبد الباقي و يقبل بهما المليونير حسين أفندي أوزال حسن حسني كإبن وبنت له بعد تغيير إسميهما، دون أن يعرف حقيقة أنهما متزوجان!، وتتوالى المفارقات.

## الممثلون
- حسن حسني في دور حسين أفندي أوزال.
- شريهان في دور دلال محمود سليمان / سُر من رأى.
- هشام سليم في دور كمال عبد العزيز حسن - ميت فل.
- أشرف عبد الباقي في دور ابن حسين افندى - خيبتك يا.
- مخلص البحيري في دور الخال وجدى.
- حمدي يوسف في دور العم.
- سعيد طرابيك في دور الضابط.
- سعيد الصالح في دور محمود سليمان (أبو دلال).
- هانم محمد في دور ام كمال.
- بدر نوفل في دور عبد العزيز حسن (أبو كمال).
- إنتصار في دور السكرتيرة.
- كمال سليمان